# Ring 3 (Odense)
 For alternative betydninger, se Ring 3. (Se også artikler, som begynder med Ring 3)
Ring 3  ofte benævnt O3 er en eksisterede ringvej, der går øst om Odense. Det er en 8,2 km lang ringvej, der fra afslutningen af Svendborgmotorvejen primærrute 9 ved rundkørslen Ørbækvej og Sekundærrute 301 fortsætter direkte over i Østre Ringvej, Ring 3. Herfra fortsætter den til Kertemindevej Sekundærrute 165 i den nordøstlige del af Odense. Undervejs krydses den af Niels Bohrs Alle og Nyborgvej Sekundærrute 160, begge med forbindelse til centrum af Odense. 
Ringruten, der åbnede i 2006, leder trafikken fra Svendborgmotorvejen og den østlige del af Fynske Motorvej til den østlige del af Odense, uden om de mindre byveje.

## Fremtid
Der er planer om, at Ring 3 også skal etableres i et ca. 7,5 km langt tracé vest om Odense, som skal bindes sammen med østlige Ring 3 via Fynske Motorvej. Planlægningen af vejen fandt sted fra 2009 til 2013.